# Куйбышевский Затон
Ку́йбышевский Зато́н — посёлок городского типа в Камско-Устьинском районе Республики Татарстан.
Образует муниципальное образование посёлок городского типа Куйбышевский Затон со статусом городского поселения как единственный населённый пункт в его составе.

## География
Расположен на правом берегу Волги (Куйбышевское водохранилище), к северу от места впадения рек Ишимка и Мордовская, в 7 км к юго-западу от районного центра Камское Устье, в 50 км к востоку от железнодорожной станции Каратун (на линии Свияжск — Ульяновск). Речная пристань «Затон им. Куйбышева», принимающая речные пассажирские суда из Казани.

## История
Первоначально основан в 1842 году на левом берегу Волги как селение — судоремонтная база общества «Русалка» под названием Спасский Затон на берегу одноимённого залива. Затон свободно вмещал до 30 судов. В 1850-е годы база перешла обществу «Кавказ и Меркурий». На средства этого же общества была построена церковь, работала школа, возникшая в 1871 году как церковно-приходская.
В 1918 году судоремонтная база была национализирована, в 1929 закрыта, но вновь открыта в следующем году как судостроительно-судоремонтный завод «Красный котельщик». В 1935 году переименован в завод имени Куйбышева.
Статус посёлка городского типа — с 1929 года, современное название — с 1935 года.
В связи с образованием водохранилища переселён в 1954-56 годах на современное место. Из 680 семей, проживавших в посёлке на момент затопления, на новое место переехали около двух третей (465). Оставшиеся семьи были переселены в Куйбышев-Татарский (155 семей), Алексеевское (37), Казань (10), Кирельское (9), Белый Городок (5), и другие населённые пункты.
Входил в состав Спасского уезда / Спасского района, с 1956 г. (после переселения) — в Камско-Устьинском районе (за исключением периода с февраля 1963 г. по январь 1965 г., когда район был упразднён и его территория входила в состав Тетюшского района).
В позднесоветский период судостроительно-судоремонтным заводом пароходства «Волготанкер» Минречфлота РСФСР были построен ряд многоквартирных домов. Образовавшимся в результате приватизации завода акционерным обществом «РБФ им. Куйбышева» они были списаны с баланса предприятия и приняты на баланс поселкового совета.
В честь посёлка названы несколько судов российского флота.

## Население
| 1959  | 1970  | 1979  | 1989  | 2002  | 2003  | 2004  | 2005  | 2006  |
| ----- | ----- | ----- | ----- | ----- | ----- | ----- | ----- | ----- |
| 4398  | ↘3254 | ↘3171 | ↘2922 | ↘2914 | ↘2800 | ↗2900 | ↘2845 | ↘2755 |
| 2007  | 2009  | 2010  | 2011  | 2012  | 2013  | 2014  | 2015  | 2016  |
| ↘2717 | ↘2699 | ↘2677 | →2677 | ↘2675 | ↘2639 | ↗2671 | ↘2644 | ↘2601 |
| 2017  | 2018  | 2019  | 2020  | 2021  |       |       |       |       |
| ↘2547 | ↘2514 | ↘2458 | ↘2432 | ↗2457 |       |       |       |       |

## Экономика
В посёлке располагается судоремонтный завод (ныне ЗАО «Ремонтная база флота имени Куйбышева»). Также в посёлке находится представительство ОАО «Волготанкер» в Республике Татарстан.

## Объекты
- школа им. В. Муравьёва[тат.] (Гагарина, 12)<refМБОУ «Затонская средняя общеобразовательная школа имени Василия Петровича Муравьева» Камско-Устьинского муниципального района РТ/Татарстан Республикасы Кама Тамагы муниципаль районы "Василий Петрович Муравьев исемендәге Затон урта гомуми белем бирү мәктәбе" муниципаль бюджет гомуми белем биру йорты. edu.tatar.ru. Дата обращения: 24 июля 2024.</ref>.
- Дом культуры им. Столярова (Парковая, 13)[29].
- ул. Ленина 14, 18, Парковая 1, 3, Куйбышева 2а, 9, 14а, Заводская 3б, Строителей 1-20, Гагарина 6, 8, 19, 21, 23, 25, 27, 29, Мелиораторов 1, 1а, 4, 17, Советская 1, 3, 5, 6, 8, 10 — жилые дома судоремонтно-судостроительного завода пароходства «Волготанкер»[6].